# 颗粒毛壳蟹
颗粒毛壳蟹（学名：Pilodius granulatus）为扇蟹科毛壳蟹属的动物。分布于日本以及中国大陆的广西、广东、香港等地，生活环境为海水，多栖息于珊瑚礁块缝隙中。